# Brofogde
Brofogde var en befattning som avskaffades formellt genom Kongl. Resolutionen på allmogens besvär af den 9 December 1766, och upphörde reellt 1891. Brofogden var utsedd av sockenstämman, och hade till uppgift att utöva tillsyn över broars och vägars underhåll inom socknen. Fogden hade även som uppgift att se till att frigående svin var ringade, vilket föreskrevs i lag (byggningabalken).